# Журавница
Журавница (пол. Żurawnica) — деревня в Замойском повете Люблинского воеводства Польши. Находится примерно в 22 км к западу от центра города Замосць. Входит в состав гмины Звежинец. Население — 786 человек.

## География
Деревня Оброч находится в Люблинском воеводстве, Замойском повете, на территории гмины Звежинец. Расстояния до центра гмины, города Звежинец, составляет около 4 км.

## История
Деревня упоминается в 1563 году как Жоравница (пол. Żorawnica) в 1564 году, Журавница в 1827 году. Деревня валашского права в начале XVI века. Частная шляхетская деревня Зуравница находилась на рубеже XVI-XVII веков в земле в Холмской земле Русского воеводства.
С 1975 по 1998 год деревня Журавница входила в состав Замойского воеводства.

## Население
По данным переписи 2011 года, население деревни составляло 786 человек (из них 380 мужчин и 406 женщин).
Демографическая структура по состоянию на 31 марта 2011 года:
|         | Всего | До трудоспособного возраста | Трудоспособного возраста | Старше трудоспособного возраста |
| ------- | ----- | --------------------------- | ------------------------ | ------------------------------- |
| Мужчины | 380   | 73                          | 256                      | 51                              |
| Женщины | 406   | 64                          | 227                      | 115                             |
| Всего   | 786   | 137                         | 483                      | 166                             |